# Castelgerundo
Castelgerundo ist eine italienische Gemeinde (comune) in der Provinz Lodi in der Lombardei mit 1440 Einwohnern (Stand 31. Dezember 2023). Sie wurde durch eine zum 1. Januar 2018 genehmigte Fusion aus den bis dahin selbstständigen Gemeinden Camairago und Cavacurta gebildet.